# Lázně
Lázně (slovensky kúpele, anglicky, francouzsky spa, polsky uzdrowisko a německy Heilbad) jsou zařízení sloužící k léčbě nebo rehabilitaci lidí zejména formou koupání ve vodě. Přeneseně se lázněmi rozumí také sídelní útvar, v němž jsou provozovány lázně. Mezi nejnavštěvovanější česká lázeňská města patří Karlovy Vary, Mariánské Lázně, Františkovy Lázně, Luhačovice a Poděbrady. V roce 2011 navštívilo lázně v Česku kolem 700 000 hostů, z nichž přibližně polovina byli cizinci, a to především z Německa, Ruska a Rakouska.

## Lázeňská místa

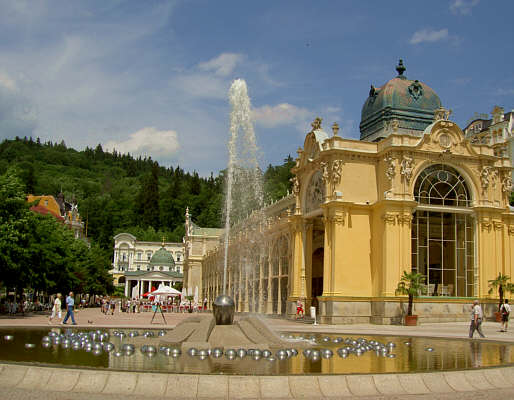
Mariánské Lázně

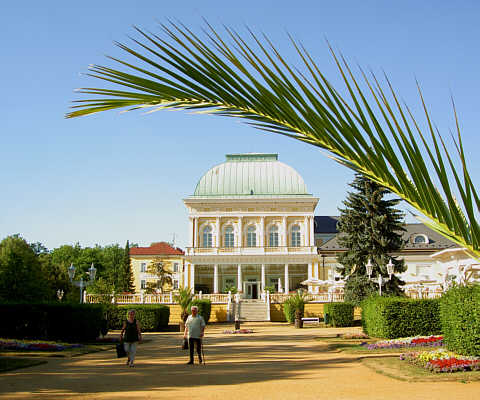
Františkovy Lázně

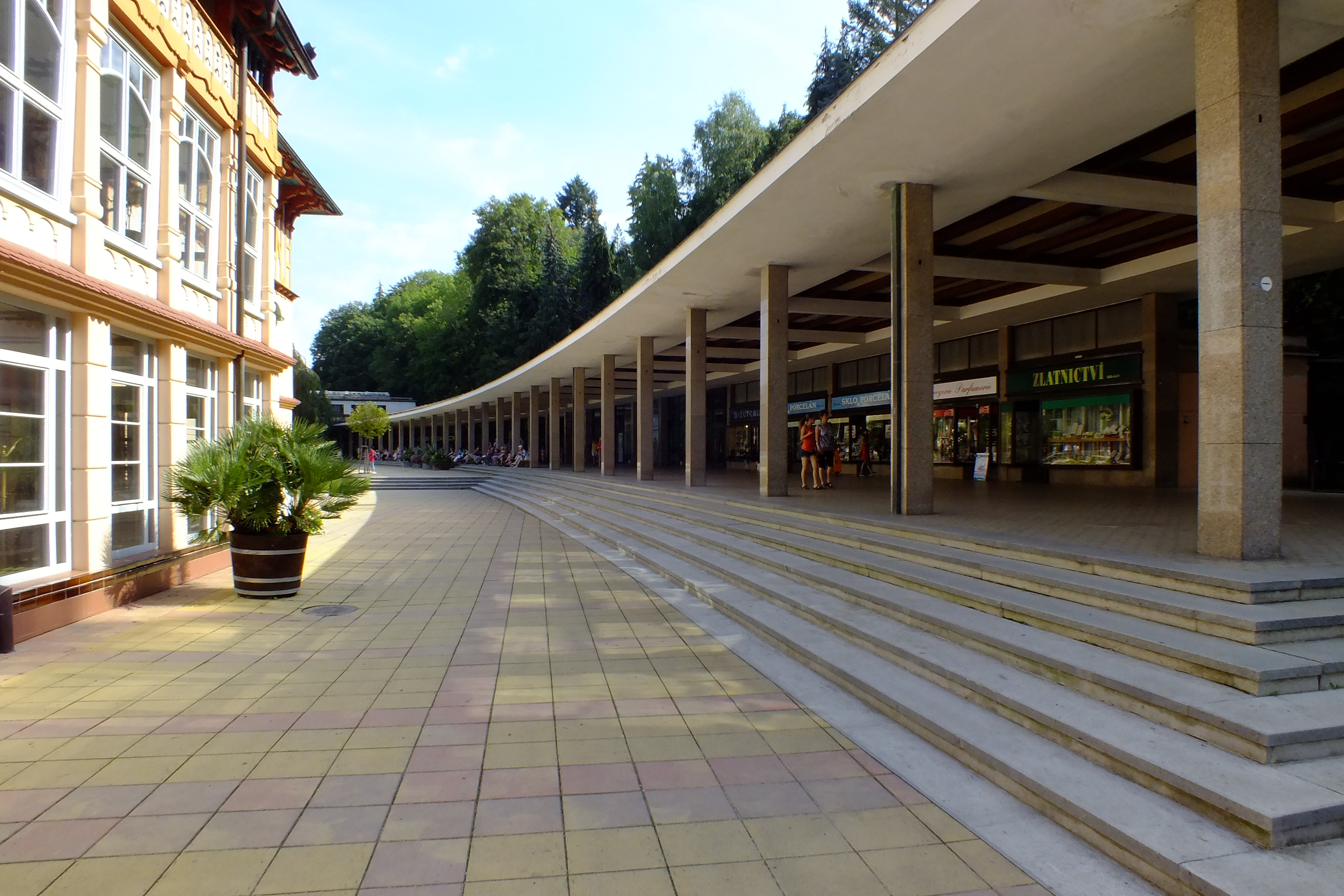
Luhačovice

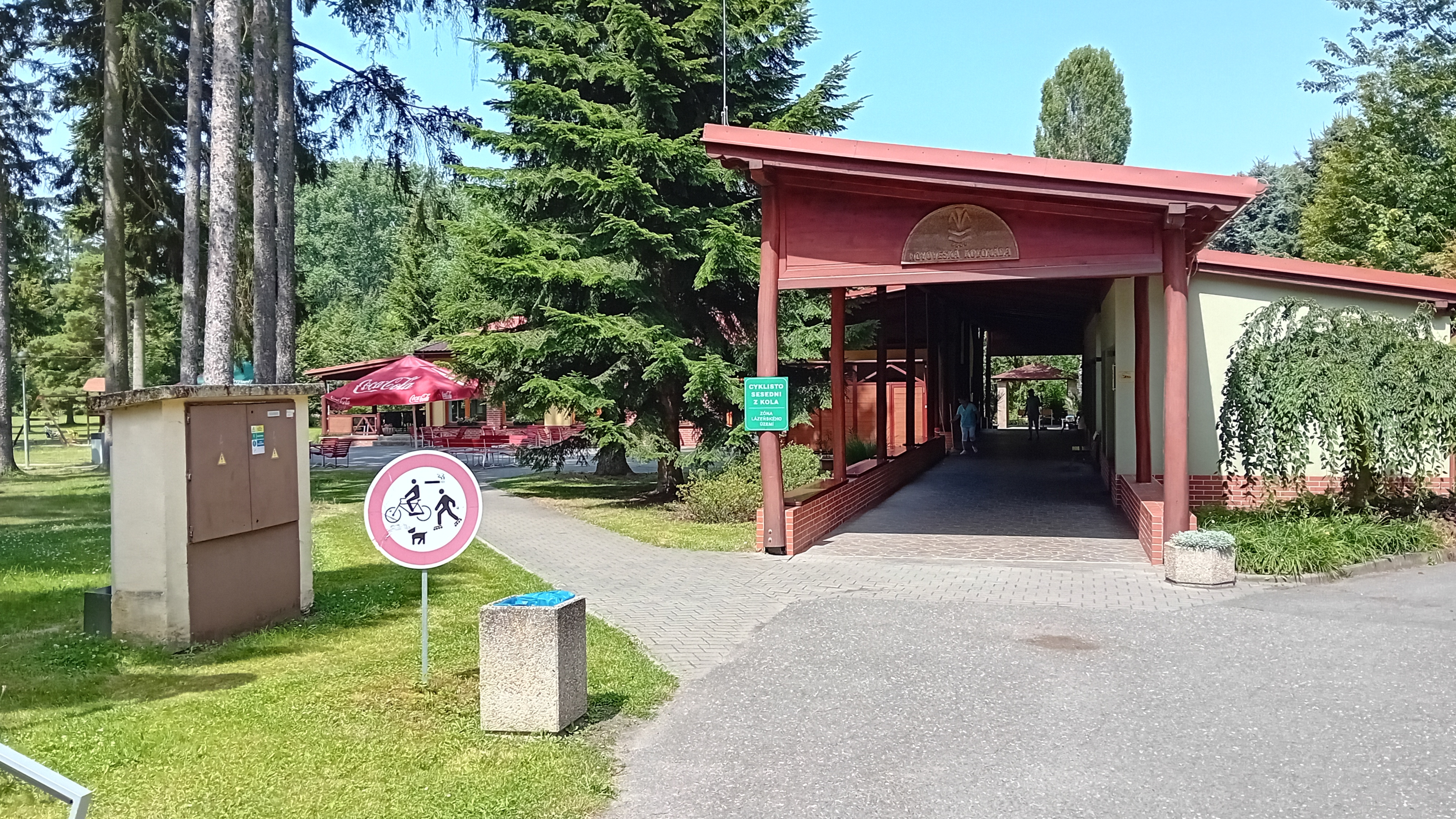
Ostrožská Nová Ves

### Česká republika
- Bechyně
- Dubí
- Františkovy Lázně
- Hodonín
- Janské Lázně
- Jáchymov
- Karlovy Vary
- Karlova Studánka
- Karviná
- Klášterec nad Ohří
- Konstantinovy Lázně
- Lázně Bělohrad
- Lázně Běloves
- Lázně Bohdaneč
- Lázně Darkov
- Lázně Jeleč
- Lázně Jeseník
- Lázně Kundratice
- Lázně Kynžvart
- Lázně Libverda
- Lázně Toušeň
- Lázně Velké Losiny
- Lednice
- Lipová-lázně
- Klimkovice
- Luhačovice
- Mariánské Lázně
- Mšené-lázně
- Lázně Ostrožská Nová Ves
- Lázně Poděbrady
- Lázně Slatinice
- Teplice
- Teplice nad Bečvou
- Třeboň

zaniklá (výběr)
- Chuchelské lázně (Praha)
- Jánské Koupele
- Lázně Bílinská Kyselka (Bílina)
- Lázně Letiny
- Lázně Petrkov
- Lázně Svatého Josefa Horní Žleb
- Lázně Šternberk
- Liběchov

## Střední Evropa

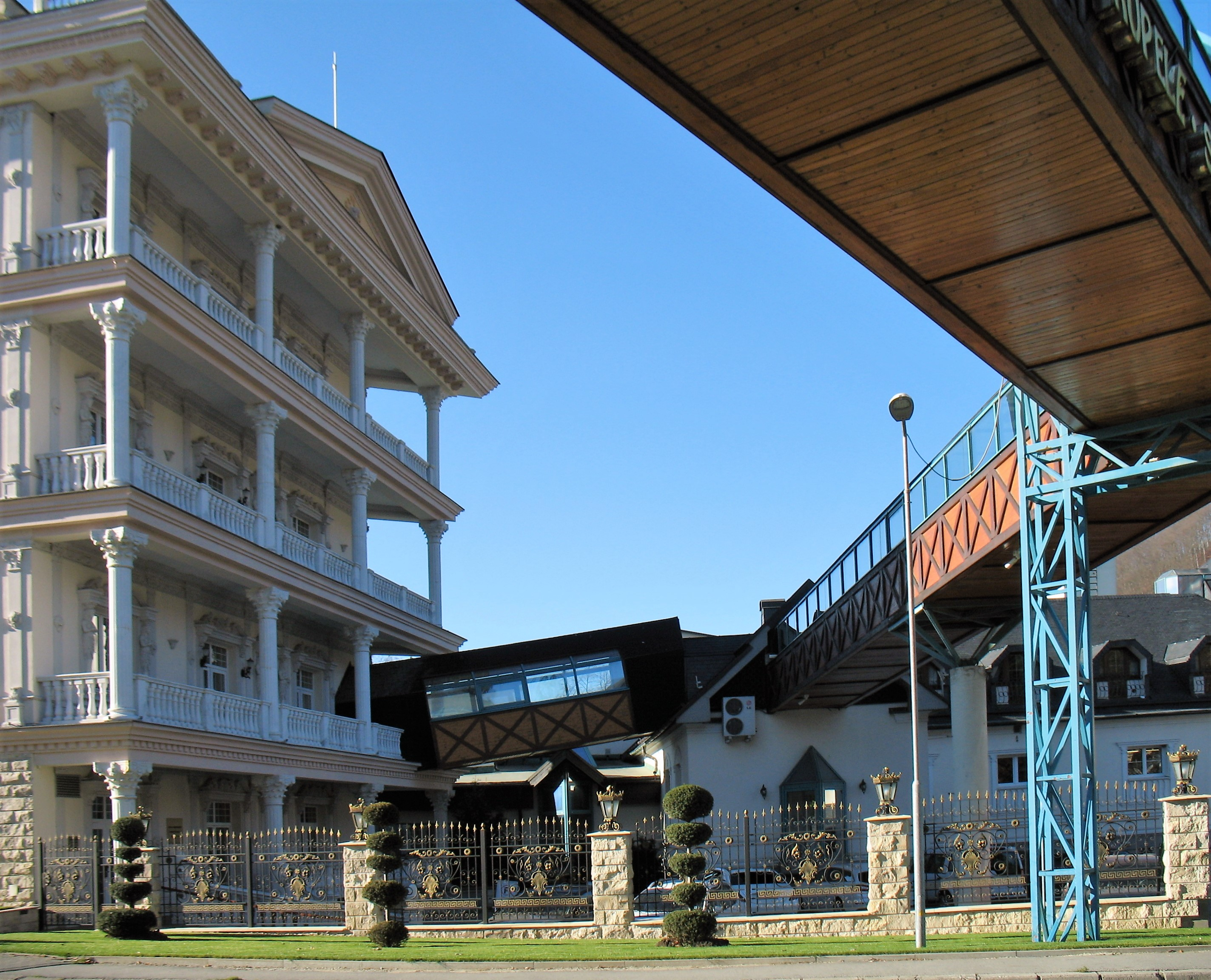
Lázně Aphrodite v Rajeckých Teplicích

### Slovensko

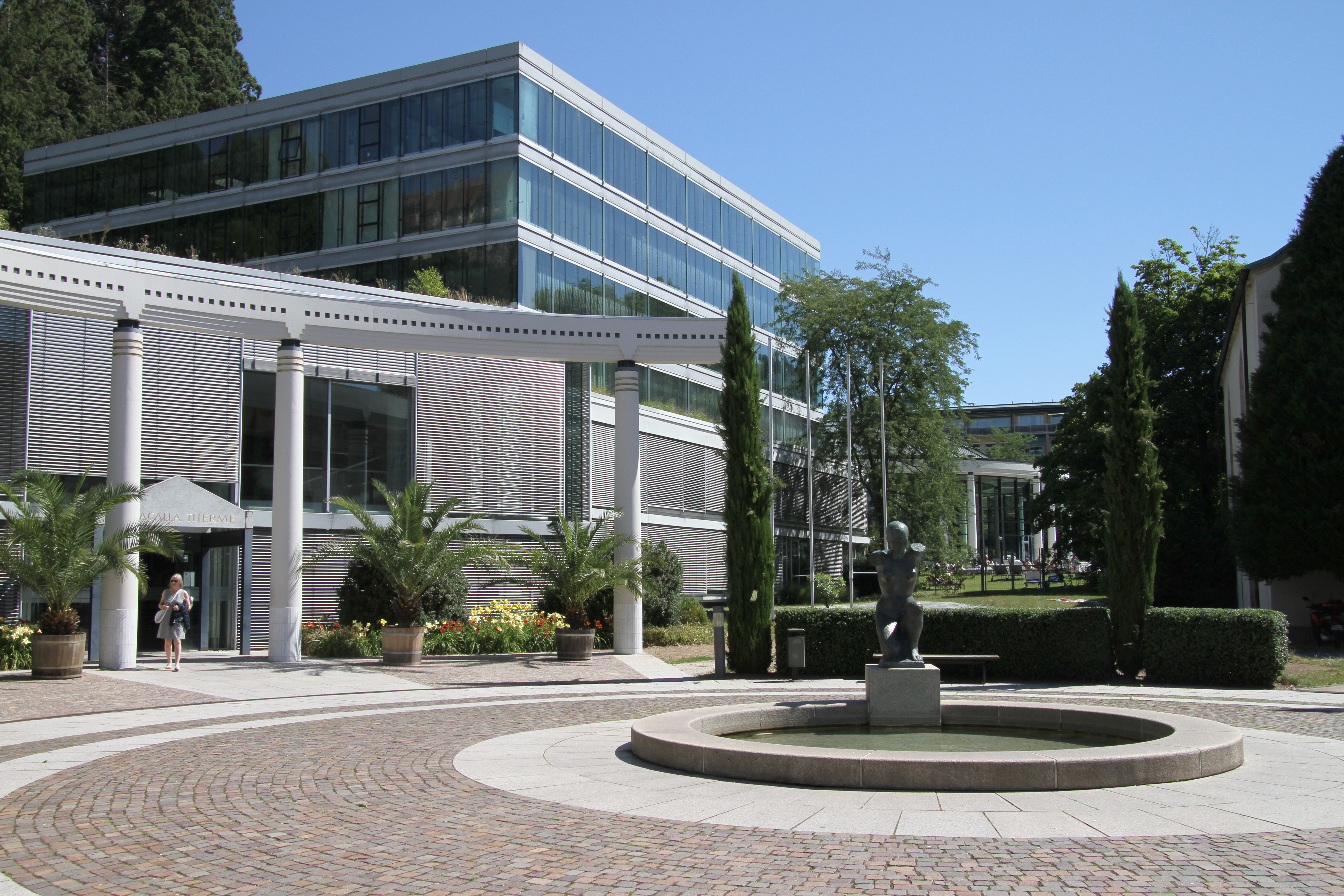
Caracallovy lázně v Baden-Badenu

- Bardejovské Kúpele

- Bojnice
- Brusno
- Číž
- Dudince
- Kováčová
- Liptovský Ján
- Lúčky
- Nový Smokovec
- Nimnica
- Oravská Polhora-Slaná voda
- Piešťany
- Rajecké Teplice
- Sklené Teplice
- Kúpele Sliač
- Štós-kúpele
- Štrbské Pleso
- Smrdáky
- Tatranská Polianka
- Tatranská Kotlina
- Trenčianske Teplice
- Turčianske Teplice
- Vyšné Ružbachy

### Německo (výběr)

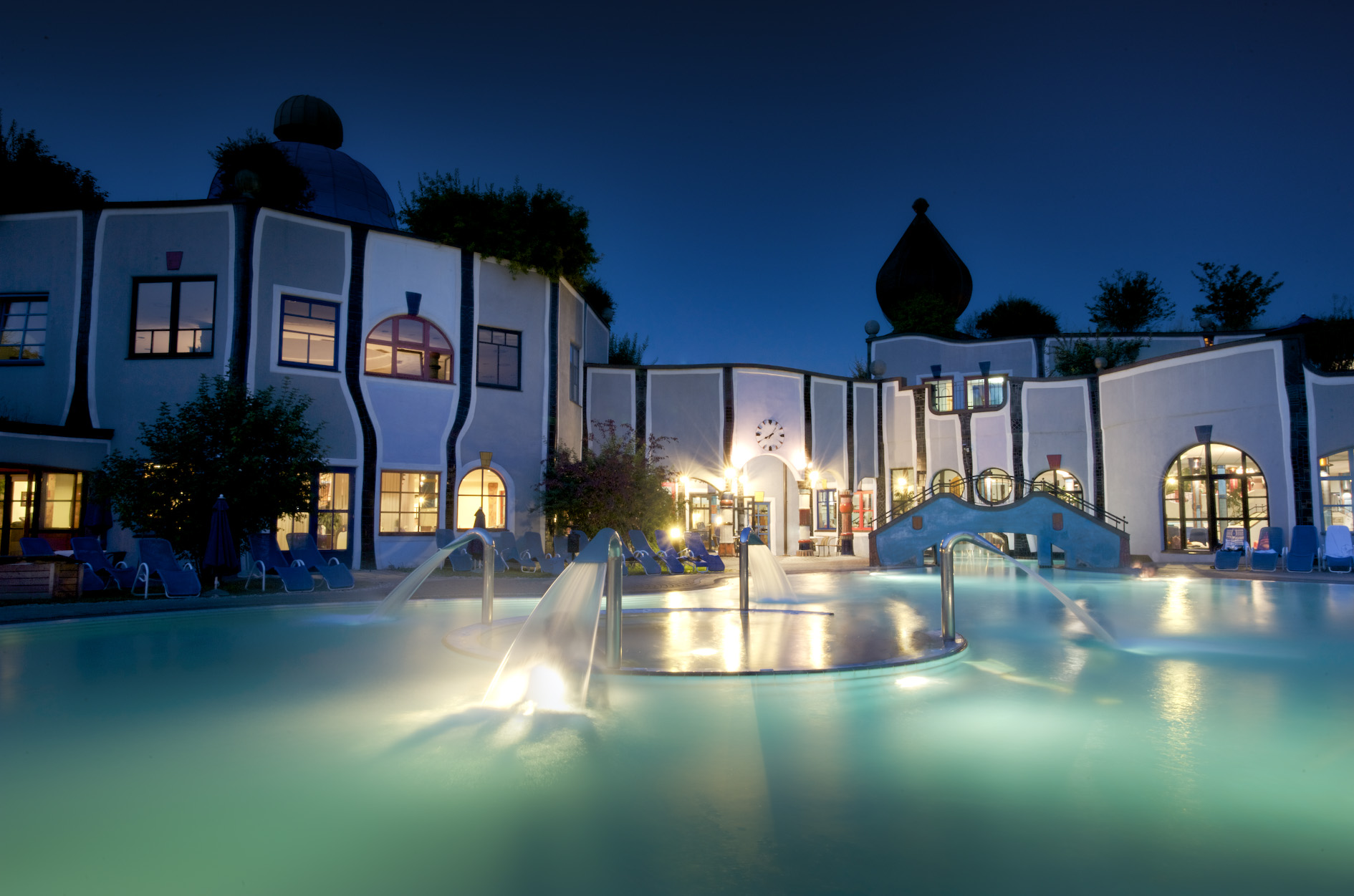
Bad Blumau ve Štýrsku

- Altenberg
- Aue-Bad Schlema
- Bad Alexandersbad
- Bad Brambach
- Bad Berneck im Fichtelgebirge
- Bad Elster
- Bad Ems
- Bad Füssing
- Bad Gottleuba-Berggießhübel
- Bad Kötzting
- Bad Neualbenreuth
- Bad Schandau
- Bad Kissingen
- Baden-Baden
- Bischofsgrün
- Bodenmais
- Seiffen
- Thermalbad Wiesenbad
- Wiesbaden
- Wolkenstein

### Rakousko (výběr)

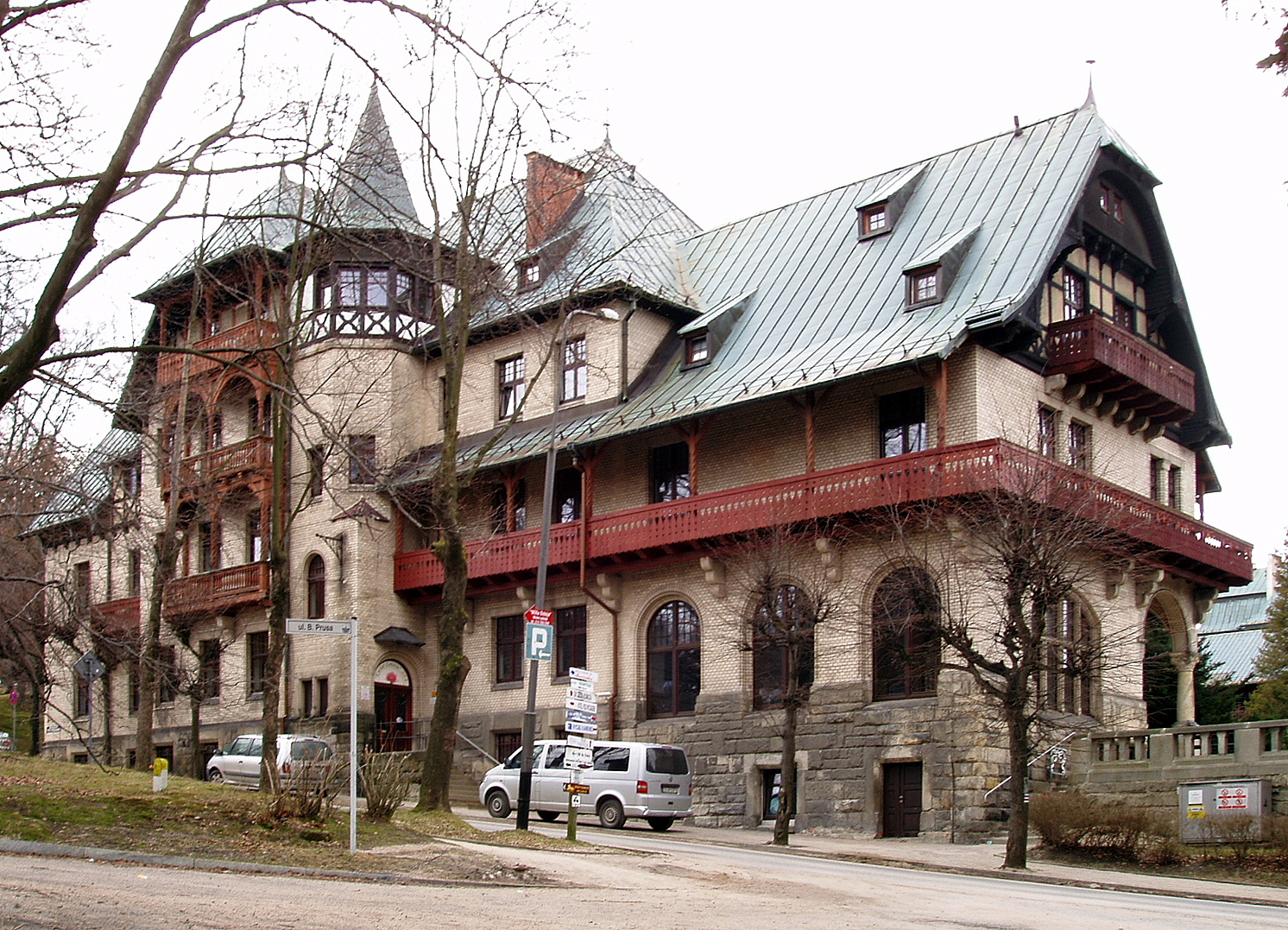
Świeradów-Zdrój, lázeňský dům

- Bad Großpertholz
- Bad Blumau
- Bad Hall
- Bad Kreuzen
- Bad Leonfelden
- Bad Pirawarth
- Bad Schallerbach
- Bad Traunstein
- Bad Wimsbach-Neydharting
- Bad Zell
- Baden bei Wien
- Bärnkopf
- Gars am Kamp
- Litschau
- Moorbad Harbach

### Polsko (výběr)
- Cieplice Śląskie-Zdrój
- Czerniawa-Zdrój
- Długopole-Zdrój
- Duszniki-Zdrój
- Goczałkowice-Zdrój
- Jedlina-Zdrój
- Kudowa-Zdrój
- Lądek-Zdrój
- Polanica-Zdrój
- Przerzeczyn-Zdrój
- Szczawno-Zdrój
- Świeradów-Zdrój
- Ustroń